# 龍桜高等学校
龍桜高等学校（りゅうおうこうとうがっこう 英語: Ryuou High School）は、鹿児島県姶良市加治木町木田にある私立の高等学校。

## 概要
学校法人鹿児島学園が運営しており、以前は日本大学の準付属校であった。2011年（平成23年）度より龍桜高等学校に改称及び男女共学になった。
校名変更により、鹿児島県内の高校で『桜』を使用する高校としては鹿児島県立明桜館高等学校に次いで2校目となった。

## 設置学科
本科
- モードビジネス科（女子のみの募集）
  - トータルビューティコース
  - ファッションビジネスコース
- 医療福祉科（2011年（平成23年）度より男子の募集を開始）
- 看護学科（医療福祉科と同じく2011年（平成23年）度より男子の募集を開始）
  - 基礎課程（3年間・専門課程と5年一貫教育）

専攻科（2年制）
- 看護学科
  - 専門課程
- 保育専攻科

高校卒業を入学資格とする保育専攻科は、修了後に保育士国家試験の受験資格が得られる他、提携短期大学通信教育を併修することで幼稚園2種教員免許の取得が可能である。

## 沿革
- 1967年（昭和42年） - 正心女子短期大学付属高等学校として開校
- 1970年（昭和45年） - 鹿児島日本大学高等学校に改称
- 1974年（昭和49年） - 鹿児島学園高等学校に改称
- 1976年（昭和51年） - 加治木女子高等学校に改称
- 2011年（平成23年） - 医療福祉科・看護学科を共学化、龍桜高等学校に改称
- 2017年（平成29年） - 保育専攻科を新設

## 関連校
- 加治木看護専門学校